# Rhamphomyia kovalevi
Rhamphomyia kovalevi är en tvåvingeart som beskrevs av Bartak 2004. Rhamphomyia kovalevi ingår i släktet Rhamphomyia och familjen dansflugor. Inga underarter finns listade i Catalogue of Life.